# Senatswahl in Tschechien 2012
Bei der Senatswahl in Tschechien 2012 wurden 27 der 81 Sitze im Senat des Parlaments der Tschechischen Republik neu gewählt. Der erste Wahlgang fand am 12. und 13. Oktober 2012 statt, die Stichwahlen am 19. und 20. Oktober 2012.

## Wahlverfahren
Alle zwei Jahre werden ein Drittel der 81 Senatssitze (27 Sitze) für sechs Jahre neu besetzt. Dabei standen 2012 die Sitze der Wahlkreise 2, 5, 8, …, 80 zur Wahl. Der Senat wird in Einerwahlkreisen per Mehrheitswahl gewählt. Erhält keiner der Kandidaten eine absolute Mehrheit der Stimmen im ersten Wahlgang, findet eine Stichwahl zwischen den beiden bestplatzierten Kandidaten statt.

## Ausgangslage
Von den Senatoren, deren Amtszeit ablief, gehörten 14 der liberal-konservativen Občanská demokratická strana (ODS) an, sechs der sozialdemokratischen Česká strana sociálně demokratická (ČSSD) und vier der christdemokratischen Křesťanská a demokratická unie – Československá strana lidová (KDU-ČSL). Zwei gehörten der Bewegung Starostové a nezávislí (STAN) an und einer der kommunistischen Komunistická strana Čech a Moravy. Insgesamt stärkste Partei im Senat war vor der Wahl die ČSSD mit 39 Sitzen vor der ODS mit 25 Sitzen. Bei der Senatswahl 2010 hatte die ČSSD bereits die absolute Mehrheit der Sitze im Senat errungen, diese jedoch durch zwei Parteiübertritte an die Strana Práv Občanů (SPOZ) wieder verloren.
Seit der Abgeordnetenhauswahl 2010 regierte eine bürgerliche Koalition aus ODS, TOP 09 und Věci veřejné (VV) unter Petr Nečas. Letztere hatte jedoch im April 2012 die Koalition verlassen und die Regierung hatte nur noch durch die VV-Abspaltung LIDEM eine Mehrheit im Abgeordnetenhaus. Im Senat hatte die Regierung keine Mehrheit.

## Ergebnisse

### Zusammenfassung
Die ČSSD konnte gegenüber 2010 sechs Sitze hinzugewinnen und erreichte damit eine klare absolute Mehrheit der Sitze im Senat. Dabei konnte sie einen Sitz von der SPOZ zurückgewinnen, allerdings traten nach der Wahl zwei weitere Senatoren zur SPOZ über, sowie einer zur KDU-ČSL-Fraktion. Die ODS verlor zehn Sitze. STAN konnte zwei Sitze zulegen. Daneben konnten die Grünen sowie erstmals die Piratenpartei einen Sitz gewinnen, dazu kamen zwei Unabhängige und ein Vertreter der lokalen Protestpartei Ostravak.
- KSČM: 2
- ČSSD: 47
- SPOZ: 1
- Unabh.: 2
- Sonst.: 2
- SZ: 1
- Piráti: 1
- STAN: 3
- S.cz: 2
- KDU: 4
- TOP 09: 1
- ODS: 15

| Partei                 | Partei                                                                  | Erster Wahlgang | Erster Wahlgang | Erster Wahlgang | Zweiter Wahlgang | Zweiter Wahlgang | Zweiter Wahlgang | Sitze ohne Neuwahl | Sitze insgesamt | ±   |
| Partei                 | Partei                                                                  | Stimmen         | %               | Sitze           | Stimmen          | %                | Sitze            | Sitze ohne Neuwahl | Sitze insgesamt | ±   |
| ---------------------- | ----------------------------------------------------------------------- | --------------- | --------------- | --------------- | ---------------- | ---------------- | ---------------- | ------------------ | --------------- | --- |
|                        | Česká strana sociálně demokratická (ČSSD)                               | 206 327         | 23,47           | 0               | 207 064          | 40,28            | 13               | 34                 | 47              | +8  |
|                        | Komunistická strana Čech a Moravy (KSČM)                                | 153 335         | 17,44           | 0               | 79 663           | 15,50            | 1                | 1                  | 2               | ±0  |
|                        | Občanská demokratická strana (ODS)                                      | 151 950         | 17,28           | 0               | 117 990          | 22,95            | 4                | 11                 | 15              | −10 |
|                        | Křesťanská a demokratická unie – Československá strana lidová (KDU-ČSL) | 73 685          | 8,38            | 0               | 25 266           | 4,91             | 2                | 2                  | 4               | −2  |
|                        | TOP 09                                                                  | 46 983          | 5,34            | 0               |                  |                  |                  | 1                  | 1               | ±0  |
|                        | Starostové a nezávislí (STAN)                                           | 33 938          | 3,86            | 0               | 21 413           | 4,17             | 2                | 1                  | 3               | +1  |
|                        | Strana zelených (SZ)                                                    | 18 391          | 2,09            | 0               | 10 756           | 2,09             | 1                | 0                  | 1               | +1  |
|                        | Strana Práv Občanů (SPOZ)                                               | 17 195          | 1,50            | 0               |                  |                  |                  | 1                  | 1               | −1  |
|                        | Severočeši.cz (S.cz)                                                    | 9 202           | 1,05            | 0               |                  |                  |                  | 2                  | 2               | ±0  |
|                        | Ostravak                                                                | 8 364           | 0,95            | 0               | 9 232            | 1,80             | 1                | 0                  | 1               | +1  |
|                        | Česká pirátská strana (Piráti)                                          | 7 947           | 0,90            | 0               | 11 807           | 2,30             | 1                | 0                  | 1               | +1  |
|                        | Nestraníci (NK)                                                         | 1 857           | 0,21            | 0               |                  |                  |                  | 1                  | 1               | ±0  |
|                        | Unabhängige                                                             | 49 149          | 5,59            | 0               | 30 901           | 6,01             | 2                | 0                  | 2               | +2  |
|                        | Sonstige Parteien                                                       | 107 200         | 12,23           | 0               |                  |                  |                  | 0                  | 0               | −1  |
| Total                  | Total                                                                   | 1 147 390       | 100,00          | 0               | 680 437          | 100,00           | 27               | 54                 | 81              | ±0  |
| Quelle: Volby.cz, IFES |                                                                         |                 |                 |                 |                  |                  |                  |                    |                 |     |

### Wahlkreisergebnisse

Wahlkreisgewinner nach Parteizugehörigkeit

|  | Česká strana sociálně demokratická Občanská demokratická strana Křesťanská a demokratická unie – Československá strana lidová Starostové a nezávislí Komunistická strana Čech a Moravy Strana zelených Česká pirátská strana Severočeši.cz TOP 09 Sonstige Parteien / Parteilose |

| Wahlkreis               | Wahlkreissieger | Wahlkreissieger | Wahlkreissieger     | Gegner (Stichwahl) | Gegner (Stichwahl) | Gegner (Stichwahl)      | % der Stimmen (Stichwahl) |
| Wahlkreis               | Partei          | Partei          | Name                | Partei             | Partei             | Name                    | % der Stimmen (Stichwahl) |
| ----------------------- | --------------- | --------------- | ------------------- | ------------------ | ------------------ | ----------------------- | ------------------------- |
| 2 – Sokolov             |                 | ČSSD            | Zdeněk Berka        |                    | KSČM               | Jiří Holan              | 56,68                     |
| 5 – Chomutov            |                 | KSČM            | Václav Homolka a    |                    | ČSSD               | Rudolf Kozák            | 59,62                     |
| 8 – Rokycany            |                 | ČSSD            | Milada Emmerová     |                    | KSČM               | Jiří Valenta            | 54,79                     |
| 11 – Domažlice          |                 | ČSSD            | Jan Látka           |                    | ODS                | Rudolf Salvetr          | 51,56                     |
| 14 – České Budějovice   |                 | STAN            | Jiří Sestak         |                    | ODS                | Jan Zahradník           | 54,99                     |
| 17 – Prag 12            |                 | ODS             | Tomáš Grulich b     |                    | ČSSD               | František Adámek        | 61,29                     |
| 20 – Prag 4             |                 | ČSSD            | Eva Syková          |                    | ODS                | Tomáš Töpfer b          | 52,50                     |
| 23 – Prag 8             |                 | ODS             | Daniela Filipiová c |                    | KSČM               | Jiří Dolejš             | 62,42                     |
| 26 – Prag 2             |                 | Piráti          | Libor Michálek      |                    | ČSSD               | Stanislav Křeček        | 61,44                     |
| 29 – Litoměřice         |                 | ČSSD            | Hassan Mezian       |                    | KSČM               | Jitka Sachetová         | 52,56                     |
| 32 – Teplice            |                 | ODS             | Jaroslav Kubera b   |                    | KSČM               | Jaroslav Dubský         | 66,84                     |
| 35 – Jablonec nad Nisou |                 | ODS             | Jaroslav Zeman      |                    | ČSSD               | Stanislav Eichler       | 63,62                     |
| 38 – Mladá Boleslav     |                 | ČSSD            | Jaromír Jermář b    |                    | ODS                | Adolf Beznoska          | 60,11                     |
| 41 – Benešov            |                 | STAN            | Luděk Jeništa       |                    | ODS                | Karel Šebek b           | 55,05                     |
| 44 – Chrudim            |                 | parteilos       | Jan Veleba          |                    | ČSSD               | Tomáš Škaryd            | 59,73                     |
| 47 – Náchod             |                 | ČSSD            | Lubomír Franc       |                    | KSČM               | Soňa Marková            | 61,82                     |
| 50 – Svitavy            |                 | ČSSD            | Radko Martínek      |                    | KSČM               | Zuzka Bebarová Rujbrová | 69,71                     |
| 53 – Třebíč             |                 | ČSSD            | František Bublan    |                    | KSČM               | Josef Zahradníček       | 58,10                     |
| 56 – Břeclav            |                 | ČSSD            | Jan Hajda b         |                    | KSČM               | Zdeněk Tesařík          | 65,54                     |
| 59 – Brno-město         |                 | SZ              | Eliška Wagnerová    |                    | ČSSD               | Stanislava Slavíková    | 73,75                     |
| 62 – Prostějov          |                 | ČSSD            | Božena Sekaninová b |                    | KSČM               | Jaroslav Šlambor        | 57,36                     |
| 65 – Šumperk            |                 | KDU-ČSL         | Zdeněk Brož         |                    | ČSSD               | Miloslav Vlček          | 55,52                     |
| 68 – Opava              |                 | ČSSD            | Vladimír Plaček     |                    | ODS                | Václav Vlček b          | 62,23                     |
| 71 – Ostrava-město      |                 | Ostravak        | Leopold Sulovský    |                    | ČSSD               | Karel Sibinský          | 58,52                     |
| 74 – Karviná            |                 | ČSSD            | Petr Vícha b        |                    | KSČM               | Milada Halíková         | 59,70                     |
| 77 – Vsetín             |                 | KDU-ČSL         | Jiří Čunek          |                    | ČSSD               | Jindřich Šnejdrla       | 72,13                     |
| 80 – Zlín               |                 | parteilos       | Tomio Okamura       |                    | ČSSD               | Stanislav Mišák         | 58,58                     |